# Neuquenopora carrerai
Neuquenopora carrerai är en mossdjursart som beskrevs av Taylor, Lazo och Maria Aguirre-Urreta 2008. Neuquenopora carrerai ingår i släktet Neuquenopora, ordningen Cyclostomatida, klassen Stenolaemata, fylumet mossdjur och riket djur. Inga underarter finns listade i Catalogue of Life.